# Live (serie de televisión)
Live (en hangul, 라이브; romanización revisada, Laibeu) es una serie de televisión surcoreana, protagonizada por Jung Yu-mi, Lee Kwang-soo y Bae Seong-woo. Live está enfocada en el día a día de los agentes policiales que trabajan como funcionarios públicos y sostenedores de la paz.

## Reparto

### Personajes principales
- Jung Yu-mi como Han Jung-oh: Una mujer oficial que se enfrenta a las tensiones cotidianas de su vida personal y profesional. Intenta mantenerse concentrada mientras su corazón se debate entre dos colegas.
- Lee Kwang-soo como Yeom Sang-soo: un hombre común que, después de ser dado de baja del ejército, se une a la fuerza policial en un esfuerzo para tener una vida normal en la sociedad surcoreana. Sin embargo, se convierte en un icono de la desgracia con cada caso que maneja y entra en conflicto con un superior. 
  - Oh Han-kyul como Yeom Sang-soo (de joven).
- Bae Seong-woo como Oh Yang-chon: Un teniente, el cual fue degradado después de un incidente y hace frente a las dificultades de la vida.
- Bae Jong-ok como Ahn Jang-mi, esposa de Oh Yang-chon y también detective. Tiene antiguos lazos con Han Jung-oh, y pasa por una mala racha con Yang-chon en su matrimonio.

### Personajes secundarios
- Shin Dong-wook como Choi Myung-ho[3]
- Lee Si-eon como Kang Nam-il[4]
- Lee Joo-young como Song Hye-ri[5]
- Kim Gun-woo como Kim Han-pyo
- Sung Dong-il como Ki Han-sol
- Jang Hyun-sung como Eun Kyung-mo
- Go Min-si como Oh Song-yi
- Yeom Hye-ran como la madre de Yeom Sang-soo
- Kim Jong-hoon como Min Won-woo
- Park Han-sol como Han Jung-oh
- Jeon Su-ji como la madre de un niño.

### Personajes invitados
- Hong Kyung como Yoo Man-yong (ep. #9-11)
- Jeon Seok-ho como un conocido de Han Jung-oh (ep. #1)

## Producción
Esta es la quinta colaboración de Noh Hee-kyung y Kim Kyu-tae; el actor Lee Kwang-soo previamente había trabajado con Kim y Noh en It's Okay, That's Love y Noh en Dear My Friends.
La primera lectura del guion se realizó el 1 de diciembre de 2017.

## Premios y candidaturas
| Año  | Premio                    | Categoría                                      | Candidato     | Resultado | Ref.   |
| ---- | ------------------------- | ---------------------------------------------- | ------------- | --------- | ------ |
| 2018 | 11th Korea Drama Awards   | PremioTop Excellence, Actriz                   | Jung Yu-mi    | Candidata | [ 8 ]  |
| 2018 | 6th APAN Star Awards      | Premio Top Excellence, Actriz en una miniserie | Jung Yu-mi    | Candidata | [ 9 ]  |
| 2018 | 6th APAN Star Awards      | Mejor actor de reparto                         | Bae Seong-woo | Candidato | [ 9 ]  |
| 2019 | 55th Baeksang Arts Awards | Mejor actor de reparto (TV)                    | Bae Seong-woo | Candidato | [ 10 ] |